# Micropterix rablensis
Micropterix rablensis là một loài bướm đêm thuộc họ Micropterigidae. Nó được Zeller miêu tả năm 1868. It is probably restricted to Carinthia in Áo và to the adjacent areas của Styria in Austria và Ý và potentially của Slovenia.
Con trưởng thành bay at outskirts of forest with tall herbaceous vegetation và bushes, congregating on Aruncus dioicus.
Chiều dài cánh trước khoảng 3–3.4 mm đối với con đực và 3.25–3.8 mm đối với con cái.